# Kiyokawa
Kiyokawa (清川村, Kiyokawa-mura) é uma vila do Distrito de Eiko, Kanagawa no Japão.

## Demografia
Segundo o censo de 2010 sua população era de 3.556 habitantes.

## Transportes
A cidade não tem nenhuma conexão com a cidade nacional, é acessada pelas auto-estradas 60, 64, 70 ou 514.